# Museo de la Cultura Sa Huynh
El Museo de la Cultura Sa Huynh se encuentra en Hội An, en la provincia de Quảng Nam, en el centro de Vietnam. Es un museo que muestra la cultura prehistórica de Sa Huỳnh, con una colección de trabajo de terracota que se ha encontrado en la zona.

## Establecimiento y estado
El Museo de la Cultura Sa Huynh, fue establecido en 1994, exhibe una colección completa y única de 946 objetos relacionados con los antiguos habitantes del sistema cultural Sa Huynh, (que data de hace 2000 años), considerados los primeros pobladores de la ciudad portuaria, que cooperaron y comerciaron con países del sudeste asiático, el sur de la India y China. Esta colección proporciona a los visitantes información útil sobre los habitantes de la antigua cultura Sa Huynh y está relacionada principalmente con las costumbres funerarias, las concepciones de la vida y la muerte, la historia del desarrollo de la región y las relaciones con otras culturas. De particular importancia es una colección de Bai Ong, un sitio en la isla Cham, que remonta la cultura Sa Huynh a 3000 años. Estas colecciones se consideran la colección más grande e inusual de artefactos de Sa Huynh en Vietnam.
Lo interesante es que todos los objetos están bien registrados y conservados, documentados con fotos en los sitios arqueológicos donde fueron encontrados, mostrando claramente su ubicación en el suelo. 
Los científicos consideran que la colección de objetos sobre la cultura Sa Huynh en Hoi An en el Museo es la más rica y única de Vietnam.